# Normandy (Schiff, 1982)
Die Normandy war ein Fährschiff der Reederei Irish Ferries.

## Geschichte
Das Schiff wurde von der Rederi AB Göteborg – Frederikshavns Linjen bei der Bauwerft Götaverken Arendal in Göteborg bestellt. Der Neubau sollte ursprünglich 1981 abgeliefert werden, die Arbeiten am Schiff wurden jedoch durch die Übernahme der auftraggebenden Reederei durch die Stena Line verlangsamt. Nach dem Stapellauf am 22. Mai 1981 dauerten die Arbeiten bis zur Fertigstellung bis zum Ende desselben Jahres an. Im Dezember wurde das fertige Schiff unter dem Namen GV 909 zunächst an der Bauwerft in Arendal und ab 1982 in Göteborg aufgelegt. Am 3. Mai 1982 übernahm die Stena Sessan Line in Göteborg das Schiff, und am 3. Juni 1982 nahm es schließlich den Betrieb zwischen Göteborg und Frederikshavn auf. Am 28. Februar 1983 charterte Sealink das Schiff für drei Jahre. Im Juni desselben Jahres wurde das Schiff verkauft und in St. Nicholas umbenannt. Ab 10. Juni 1983 fuhr es zwischen Harwich und Hoek van Holland auf dem Ärmelkanal.
Im Januar 1997 charterte Tallink das Schiff und benannte es in Normandy um. Am 24. März fuhr das Schiff unter estnischer Flagge zwischen Tallinn und Helsinki. Der Charter wurde am 30. Dezember 1997 beendet. Das Schiff fuhr nun unter der Flagge der Bahamas, Heimathafen wurde Nassau. Ab Januar 1998 charterte Irish Ferries das Schiff, das dann am 19. Februar den Betrieb zwischen Pembroke Dock und Rosslare aufnahm. Am 1. April 1998 fuhr das Schiff auf den Routen Cork/Rosslare – Roscoff/Cherbourg. Ab 1999 fuhr das Schiff unter der Flagge von Bermuda, Heimathafen wurde Hamilton. Am 10. November 1999 kaufte Irish Ferries das Schiff.
Am 4. November 2007 traf das Schiff zum letzten Mal in Rosslare ein. Am 5. November 2007 wurde es nach Fredericia überführt. Am 28. Januar 2008 wurde es an Equinox Offshore Accommodation Ltd in Singapur verkauft. Im März 2008 charterte Ferrimaroc das Schiff, und von April bis September 2008 fuhr es zwischen Almería und Nador. Am 19. Oktober 2008 traf das Schiff wieder in Singapur ein.
Am 11. September 2012 wurde das Schiff zum Verschrotten nach Indien verkauft. Am 30. November 2012 traf es in  Alang zum Abbruch ein.

## Schwesterschiffe
Die Normandy hatte ein Schwesterschiff, die als Kronprinsessan Victoria gebaute Stena Europe.